# Liste der Nummer-eins-Country-Hits in den USA (1950)
Dies ist eine Liste der Nummer-eins-Hits in den von Billboard ermittelten Most Played Juke Box Folk Records (Hillbillies, Spirituals, Cowboy Songs, Etc.), Best Selling Retail Folk Records und Country & Western Records Most Played By Folk Disk Jockeys in den USA im Jahr 1950. Diese Charts gelten als Vorgänger der 1958 eingeführten Hot Country Songs. In diesem Jahr gab es sechzehn Nummer-eins-Songs.

## Most Played Juke Box Folk Records
| ← 1949 ← | Liste der Nummer-eins-Country-Hits in den USA | Liste der Nummer-eins-Country-Hits in den USA  | Liste der Nummer-eins-Country-Hits in den USA                                    | 1951 →                    |
| \| Zeitraum \| Wo. ges. \| Interpret \| Titel Autor(en) \| Zusätzliche Informationen \| \| (Zeitraum, Wochen auf Platz eins, Interpret, Titel, Autor[en], zusätzliche Informationen) \| \| \| \| \| \| ----------------------------------------------------------------------------------------- \| -------- \| ---------------------------------------------- \| ----------------------------------------------------------------------------------- \| ------------------------- \| \| 31. Dezember 1949 – 6. Januar 1950 1 Woche (insgesamt 11) \| 11 \| Margaret Whiting & Jimmy Wakely with Orchestra \| Slipping Around[1] Floyd Tillman \| - \| \| 7. Januar 1950 – 13. Januar 1950 1 Woche (insgesamt 1) \| 1 \| Ernest Tubb \| Blue Christmas[2] Billy Hayes, Jay Johnson \| - \| \| 14. Januar 1950 – 20. Januar 1950 1 Woche (insgesamt 1) \| 1 \| Delmore Brothers \| Blues, Stay Away From Me[3] Alton Delmore, Wayne Raney, Rabon Delmore, Henry Glover \| - \| \| 21. Januar 1950 – 27. Januar 1950 1 Woche (insgesamt 12) \| 12 \| Margaret Whiting & Jimmy Wakely with Orchestra \| Slipping Around Floyd Tillman \| - \| \| 28. Januar 1950 – 3. Februar 1950 1 Woche (insgesamt 1) \| 1 \| Eddy Arnold & His Tennessee Plowboys \| Take Me in Your Arms and Hold Me[4] Cindy Walker \| - \| \| 4. Februar 1950 – 5. Mai 1950 13 Wochen (insgesamt 13) \| 13 \| Red Foley \| Chattanoogie Shoe Shine Boy[5] Harry Stone, Jack Stapp \| - \| \| 6. Mai 1950 – 2. Juni 1950 4 Wochen (insgesamt 4) \| 4 \| Hank Williams with His Drifting Cowboys \| Long Gone Lonesome Blues[6] Hank Williams \| - \| \| 3. Juni 1950 – 16. Juni 1950 2 Wochen (insgesamt 2) \| 2 \| Red Foley \| Birmingham Bounce[7] Hardrock Gunter \| - \| \| 17. Juni 1950 – 14. Juli 1950 4 Wochen (insgesamt 4) \| 4 \| Moon Mullican \| I'll Sail My Ship Alone[8] Syd Nathan, Moon Mullican, Henry Glover, Henry Bernard \| - \| \| 15. Juli 1950 – 21. Juli 1950 1 Woche (insgesamt 1) \| 1 \| Red Foley with the Dixie Dons \| M-I-S-S-I-S-S-I-P-P-I[9] Curley Williams, Billy Simmons \| - \| \| 22. Juli 1950 – 25. August 1950 5 Wochen (insgesamt 5) \| 5 \| Hank Williams with His Drifting Cowboys \| Why Don't You Love Me[10] Hank Williams \| - \| \| 26. August 1950 – 15. September 1950 3 Wochen (insgesamt 3) \| 3 \| Red Foley & Ernest Tubb with the Sunshine Trio \| Goodnight, Irene[11] Huddie Ledbetter, Alan Lomax \| - \| \| 16. September 1950 – 22. Dezember 1950 14 Wochen (insgesamt 14) \| 14 \| Hank Snow & His Rainbow Ranch Boys \| I'm Moving On[12] Clarence E. Snow \| - \| \| 23. Dezember 1950 – 29. Dezember 1950 1 Woche (insgesamt 1) \| 1 \| Lefty Frizzell \| If You've Got the Money I've Got the Time[13] Lefty Frizzell, Jim Beck \| - \| |                                               |                                                |                                                                                  |                           |
| ← 1949 |                                               |                                                |                                                                                  | → 1951 →                  |
| Zeitraum | Wo. ges.                                      | Interpret                                      | Titel Autor(en)                                                                  | Zusätzliche Informationen |
| (Zeitraum, Wochen auf Platz eins, Interpret, Titel, Autor[en], zusätzliche Informationen) |                                               |                                                |                                                                                  |                           |
| 31. Dezember 1949 – 6. Januar 1950 1 Woche (insgesamt 11) | 11                                            | Margaret Whiting & Jimmy Wakely with Orchestra | Slipping Around Floyd Tillman                                                    | -                         |
| 7. Januar 1950 – 13. Januar 1950 1 Woche (insgesamt 1) | 1                                             | Ernest Tubb                                    | Blue Christmas Billy Hayes, Jay Johnson                                          | -                         |
| 14. Januar 1950 – 20. Januar 1950 1 Woche (insgesamt 1) | 1                                             | Delmore Brothers                               | Blues, Stay Away From Me Alton Delmore, Wayne Raney, Rabon Delmore, Henry Glover | -                         |
| 21. Januar 1950 – 27. Januar 1950 1 Woche (insgesamt 12) | 12                                            | Margaret Whiting & Jimmy Wakely with Orchestra | Slipping Around Floyd Tillman                                                    | -                         |
| 28. Januar 1950 – 3. Februar 1950 1 Woche (insgesamt 1) | 1                                             | Eddy Arnold & His Tennessee Plowboys           | Take Me in Your Arms and Hold Me Cindy Walker                                    | -                         |
| 4. Februar 1950 – 5. Mai 1950 13 Wochen (insgesamt 13) | 13                                            | Red Foley                                      | Chattanoogie Shoe Shine Boy Harry Stone, Jack Stapp                              | -                         |
| 6. Mai 1950 – 2. Juni 1950 4 Wochen (insgesamt 4) | 4                                             | Hank Williams with His Drifting Cowboys        | Long Gone Lonesome Blues Hank Williams                                           | -                         |
| 3. Juni 1950 – 16. Juni 1950 2 Wochen (insgesamt 2) | 2                                             | Red Foley                                      | Birmingham Bounce Hardrock Gunter                                                | -                         |
| 17. Juni 1950 – 14. Juli 1950 4 Wochen (insgesamt 4) | 4                                             | Moon Mullican                                  | I'll Sail My Ship Alone Syd Nathan, Moon Mullican, Henry Glover, Henry Bernard   | -                         |
| 15. Juli 1950 – 21. Juli 1950 1 Woche (insgesamt 1) | 1                                             | Red Foley with the Dixie Dons                  | M-I-S-S-I-S-S-I-P-P-I Curley Williams, Billy Simmons                             | -                         |
| 22. Juli 1950 – 25. August 1950 5 Wochen (insgesamt 5) | 5                                             | Hank Williams with His Drifting Cowboys        | Why Don't You Love Me Hank Williams                                              | -                         |
| 26. August 1950 – 15. September 1950 3 Wochen (insgesamt 3) | 3                                             | Red Foley & Ernest Tubb with the Sunshine Trio | Goodnight, Irene Huddie Ledbetter, Alan Lomax                                    | -                         |
| 16. September 1950 – 22. Dezember 1950 14 Wochen (insgesamt 14) | 14                                            | Hank Snow & His Rainbow Ranch Boys             | I'm Moving On Clarence E. Snow                                                   | -                         |
| 23. Dezember 1950 – 29. Dezember 1950 1 Woche (insgesamt 1) | 1                                             | Lefty Frizzell                                 | If You've Got the Money I've Got the Time Lefty Frizzell, Jim Beck               | -                         |

## Best Selling Retail Folk Records
| ← 1949 ← | Liste der Nummer-eins-Country-Hits in den USA | Liste der Nummer-eins-Country-Hits in den USA  | Liste der Nummer-eins-Country-Hits in den USA                                  | 1951 →                    |
| \| Zeitraum \| Wo. ges. \| Interpret \| Titel Autor(en) \| Zusätzliche Informationen \| \| (Zeitraum, Wochen auf Platz eins, Interpret, Titel, Autor[en], zusätzliche Informationen) \| \| \| \| \| \| ----------------------------------------------------------------------------------------- \| -------- \| ---------------------------------------------- \| ------------------------------------------------------------------------------ \| ------------------------- \| \| 31. Dezember 1949 – 3. Februar 1950 5 Wochen (insgesamt 17) \| 17 \| Margaret Whiting & Jimmy Wakely with Orchestra \| Slipping Around Floyd Tillman \| - \| \| 4. Februar 1950 – 28. April 1950 12 Wochen (insgesamt 12) \| 12 \| Red Foley \| Chattanoogie Shoe Shine Boy Harry Stone, Jack Stapp \| - \| \| 29. April 1950 – 26. Mai 1950 4 Wochen (insgesamt 4) \| 4 \| Hank Williams with His Drifting Cowboys \| Long Gone Lonesome Blues Hank Williams \| - \| \| 27. Mai 1950 – 2. Juni 1950 1 Woche (insgesamt 1) \| 1 \| Red Foley \| Birmingham Bounce Hardrock Gunter \| - \| \| 3. Juni 1950 – 9. Juni 1950 1 Woche (insgesamt 5) \| 5 \| Hank Williams with His Drifting Cowboys \| Long Gone Lonesome Blues Hank Williams \| - \| \| 10. Juni 1950 – 16. Juni 1950 1 Woche (insgesamt 2) \| 2 \| Red Foley \| Birmingham Bounce Hardrock Gunter \| - \| \| 17. Juni 1950 – 23. Juni 1950 1 Woche (insgesamt 1) \| 1 \| Hank Williams with His Drifting Cowboys \| Why Don't You Love Me Hank Williams \| - \| \| 24. Juni 1950 – 7. Juli 1950 2 Wochen (insgesamt 4) \| 4 \| Red Foley \| Birmingham Bounce Hardrock Gunter \| - \| \| 8. Juli 1950 – 21. Juli 1950 2 Wochen (insgesamt 3) \| 3 \| Hank Williams with His Drifting Cowboys \| Why Don't You Love Me Hank Williams \| - \| \| 22. Juli 1950 – 28. Juli 1950 1 Woche (insgesamt 1) \| 1 \| Moon Mullican \| I'll Sail My Ship Alone Syd Nathan, Moon Mullican, Henry Glover, Henry Bernard \| - \| \| 29. Juli 1950 – 18. August 1950 3 Wochen (insgesamt 6) \| 6 \| Hank Williams with His Drifting Cowboys \| Why Don't You Love Me Hank Williams \| - \| \| 19. August 1950 – 25. August 1950 1 Woche (insgesamt 1) \| 1 \| Hank Snow & His Rainbow Ranch Boys \| I'm Moving On Clarence E. Snow \| - \| \| 26. August 1950 – 8. September 1950 2 Wochen (insgesamt 2) \| 2 \| Red Foley & Ernest Tubb with the Sunshine Trio \| Goodnight, Irene Leadbelly, Alan Lomax \| - \| \| 9. September 1950 – 29. Dezember 1950 16 Wochen (insgesamt 17) \| 17 \| Hank Snow & His Rainbow Ranch Boys \| I'm Moving On Clarence E. Snow \| - \| |                                               |                                                |                                                                                |                           |
| ← 1949 |                                               |                                                |                                                                                | → 1951 →                  |
| Zeitraum | Wo. ges.                                      | Interpret                                      | Titel Autor(en)                                                                | Zusätzliche Informationen |
| (Zeitraum, Wochen auf Platz eins, Interpret, Titel, Autor[en], zusätzliche Informationen) |                                               |                                                |                                                                                |                           |
| 31. Dezember 1949 – 3. Februar 1950 5 Wochen (insgesamt 17) | 17                                            | Margaret Whiting & Jimmy Wakely with Orchestra | Slipping Around Floyd Tillman                                                  | -                         |
| 4. Februar 1950 – 28. April 1950 12 Wochen (insgesamt 12) | 12                                            | Red Foley                                      | Chattanoogie Shoe Shine Boy Harry Stone, Jack Stapp                            | -                         |
| 29. April 1950 – 26. Mai 1950 4 Wochen (insgesamt 4) | 4                                             | Hank Williams with His Drifting Cowboys        | Long Gone Lonesome Blues Hank Williams                                         | -                         |
| 27. Mai 1950 – 2. Juni 1950 1 Woche (insgesamt 1) | 1                                             | Red Foley                                      | Birmingham Bounce Hardrock Gunter                                              | -                         |
| 3. Juni 1950 – 9. Juni 1950 1 Woche (insgesamt 5) | 5                                             | Hank Williams with His Drifting Cowboys        | Long Gone Lonesome Blues Hank Williams                                         | -                         |
| 10. Juni 1950 – 16. Juni 1950 1 Woche (insgesamt 2) | 2                                             | Red Foley                                      | Birmingham Bounce Hardrock Gunter                                              | -                         |
| 17. Juni 1950 – 23. Juni 1950 1 Woche (insgesamt 1) | 1                                             | Hank Williams with His Drifting Cowboys        | Why Don't You Love Me Hank Williams                                            | -                         |
| 24. Juni 1950 – 7. Juli 1950 2 Wochen (insgesamt 4) | 4                                             | Red Foley                                      | Birmingham Bounce Hardrock Gunter                                              | -                         |
| 8. Juli 1950 – 21. Juli 1950 2 Wochen (insgesamt 3) | 3                                             | Hank Williams with His Drifting Cowboys        | Why Don't You Love Me Hank Williams                                            | -                         |
| 22. Juli 1950 – 28. Juli 1950 1 Woche (insgesamt 1) | 1                                             | Moon Mullican                                  | I'll Sail My Ship Alone Syd Nathan, Moon Mullican, Henry Glover, Henry Bernard | -                         |
| 29. Juli 1950 – 18. August 1950 3 Wochen (insgesamt 6) | 6                                             | Hank Williams with His Drifting Cowboys        | Why Don't You Love Me Hank Williams                                            | -                         |
| 19. August 1950 – 25. August 1950 1 Woche (insgesamt 1) | 1                                             | Hank Snow & His Rainbow Ranch Boys             | I'm Moving On Clarence E. Snow                                                 | -                         |
| 26. August 1950 – 8. September 1950 2 Wochen (insgesamt 2) | 2                                             | Red Foley & Ernest Tubb with the Sunshine Trio | Goodnight, Irene Leadbelly, Alan Lomax                                         | -                         |
| 9. September 1950 – 29. Dezember 1950 16 Wochen (insgesamt 17) | 17                                            | Hank Snow & His Rainbow Ranch Boys             | I'm Moving On Clarence E. Snow                                                 | -                         |

## Country & Western Records Most Played By Folk Disk Jockeys
| ← 1949 ← | Liste der Nummer-eins-Country-Hits in den USA | Liste der Nummer-eins-Country-Hits in den USA | Liste der Nummer-eins-Country-Hits in den USA       | 1951 →                    |
| \| Zeitraum \| Wo. ges. \| Interpret \| Titel Autor(en) \| Zusätzliche Informationen \| \| (Zeitraum, Wochen auf Platz eins, Interpret, Titel, Autor[en], zusätzliche Informationen) \| \| \| \| \| \| ----------------------------------------------------------------------------------------- \| -------- \| --------------------------------------- \| ---------------------------------------------------- \| ------------------------- \| \| 31. Dezember 1949 – 6. Januar 1950 1 Woche (insgesamt 2) \| 2 \| Tennessee Ernie Ford \| Mule Train[14] Fred Glickman, Hy Heath, Johnny Lange \| - \| \| 7. Januar 1950 – 13. Januar 1950 1 Woche (insgesamt 1) \| 1 \| Gene Autry & the Pinafores \| Rudolph, the Red-Nosed Reindeer[15] Johnny Marks \| - \| \| 14. Januar 1950 – 20. Januar 1950 1 Woche (insgesamt 1) \| 1 \| Leon Payne \| I Love You Because[16] Leon Payne \| - \| \| 21. Januar 1950 – 27. Januar 1950 1 Woche (insgesamt 1) \| 1 \| Red Foley \| Chattanoogie Shoe Shine Boy Harry Stone, Jack Stapp \| - \| \| 28. Januar 1950 – 3. Februar 1950 1 Woche (insgesamt 2) \| 2 \| Leon Payne \| I Love You Because Leon Payne \| - \| \| 4. Februar 1950 – 21. April 1950 11 Wochen (insgesamt 12) \| 12 \| Red Foley \| Chattanoogie Shoe Shine Boy Harry Stone, Jack Stapp \| - \| \| 22. April 1950 – 28. April 1950 1 Woche (insgesamt 1) \| 1 \| Hank Williams with His Drifting Cowboys \| Long Gone Lonesome Blues Hank Williams \| - \| \| 29. April 1950 – 5. Mai 1950 1 Woche (insgesamt 13) \| 13 \| Red Foley \| Chattanoogie Shoe Shine Boy Harry Stone, Jack Stapp \| - \| \| 6. Mai 1950 – 23. Juni 1950 7 Wochen (insgesamt 8) \| 8 \| Hank Williams with His Drifting Cowboys \| Long Gone Lonesome Blues Hank Williams \| - \| \| 24. Juni 1950 – 1. September 1950 10 Wochen (insgesamt 10) \| 10 \| Hank Williams with His Drifting Cowboys \| Why Don't You Love Me Hank Williams \| - \| \| 2. September 1950 – 29. Dezember 1950 17 Wochen (insgesamt 17) \| 17 \| Hank Snow & His Rainbow Ranch Boys \| I'm Moving On Clarence E. Snow \| - \| |                                               |                                               |                                                     |                           |
| ← 1949 |                                               |                                               |                                                     | → 1951 →                  |
| Zeitraum | Wo. ges.                                      | Interpret                                     | Titel Autor(en)                                     | Zusätzliche Informationen |
| (Zeitraum, Wochen auf Platz eins, Interpret, Titel, Autor[en], zusätzliche Informationen) |                                               |                                               |                                                     |                           |
| 31. Dezember 1949 – 6. Januar 1950 1 Woche (insgesamt 2) | 2                                             | Tennessee Ernie Ford                          | Mule Train Fred Glickman, Hy Heath, Johnny Lange    | -                         |
| 7. Januar 1950 – 13. Januar 1950 1 Woche (insgesamt 1) | 1                                             | Gene Autry & the Pinafores                    | Rudolph, the Red-Nosed Reindeer Johnny Marks        | -                         |
| 14. Januar 1950 – 20. Januar 1950 1 Woche (insgesamt 1) | 1                                             | Leon Payne                                    | I Love You Because Leon Payne                       | -                         |
| 21. Januar 1950 – 27. Januar 1950 1 Woche (insgesamt 1) | 1                                             | Red Foley                                     | Chattanoogie Shoe Shine Boy Harry Stone, Jack Stapp | -                         |
| 28. Januar 1950 – 3. Februar 1950 1 Woche (insgesamt 2) | 2                                             | Leon Payne                                    | I Love You Because Leon Payne                       | -                         |
| 4. Februar 1950 – 21. April 1950 11 Wochen (insgesamt 12) | 12                                            | Red Foley                                     | Chattanoogie Shoe Shine Boy Harry Stone, Jack Stapp | -                         |
| 22. April 1950 – 28. April 1950 1 Woche (insgesamt 1) | 1                                             | Hank Williams with His Drifting Cowboys       | Long Gone Lonesome Blues Hank Williams              | -                         |
| 29. April 1950 – 5. Mai 1950 1 Woche (insgesamt 13) | 13                                            | Red Foley                                     | Chattanoogie Shoe Shine Boy Harry Stone, Jack Stapp | -                         |
| 6. Mai 1950 – 23. Juni 1950 7 Wochen (insgesamt 8) | 8                                             | Hank Williams with His Drifting Cowboys       | Long Gone Lonesome Blues Hank Williams              | -                         |
| 24. Juni 1950 – 1. September 1950 10 Wochen (insgesamt 10) | 10                                            | Hank Williams with His Drifting Cowboys       | Why Don't You Love Me Hank Williams                 | -                         |
| 2. September 1950 – 29. Dezember 1950 17 Wochen (insgesamt 17) | 17                                            | Hank Snow & His Rainbow Ranch Boys            | I'm Moving On Clarence E. Snow                      | -                         |